# Headloss
 Headloss  is het tweeëndertigste album van de Britse progressieve rockband Caravan. Het is de een verzameling van nummers gespeeld in de negentiger jaren.

## Tracklist
1. Golf Girl (van "All Over You")
2. This Time (van "The Battle Of Hastings")
3. Hello, Hello (van "All Over You")
4. Cool Water (van "Cool Water")
5. Don't Want Love (van "The Battle Of Hastings")
6. In The Land Of Grey And Pink (van "All Over You")
7. Headloss (live)
8. Nine Feet Underground (live)
9. To The Land Of My Fathers (van "Cool Water")
10. Asforteri (van "All Over You")
11. If I Could Do It All Over Again, I'd Do It All Over You (van "All Over You")